# Allmannsdorf (Pleinfeld)
Allmannsdorf ist ein Gemeindeteil des Marktes Pleinfeld im Landkreis Weißenburg-Gunzenhausen (Mittelfranken, Bayern). Die Gemarkung Allmannsdorf hat eine Fläche von 6,137 km². Sie ist in 332 Flurstücke aufgeteilt, die eine durchschnittliche Flurstücksfläche von 18485,53 m² haben. In ihr liegen neben dem namensgebenden Ort die Gemeindeteile Birklein, Erlingsdorf und Mandlesmühle.

## Lage
Das Kirchdorf liegt im Fränkischen Seenland, etwa fünf Kilometer nordwestlich von Pleinfeld am nördlichen Ufer des Großen Brombachsees. Er wird vom Weilerbach durchflossen. Nahe Allmannsdorf gibt es eine vorgeschichtliche Siedlung, mehrere Grabhügel und einen Burgstall aus dem Mittelalter.

## Geschichte
Allmannsdorf ist 1302 als „Obernalmstorf“ und „Nidernalmstorf“, 1315 und 1320 als „Almstorf“ sowie 1489 als „Altmerhsdorff“ genannt; dem Ortsnamen soll der Personenname „Aldmar/Adalman“ zugrunde liegen. Die Urkunde vom 20. August 1302 führt Verkäufe von Dörfern und Waldungen durch den letzten Grafen von Hirschberg, Gebhard VII., an den Bischof Konrad von Eichstätt auf. Die Dörfer Obern- und Nidernalmstorf wuchsen zusammen, so dass ab 1320 nur noch der Name „Almsdorf“ (in Varianten) erscheint. Außer dem Bischof hatte auch das Augustiner-Chorherrenstift Rebdorf Besitz im Dorf, so 1452 zwei Zinspflichtige. 1563 bestand das Dort aus 13 eichstättischen Untertanen, die dem bischöflichen Amt Sandsee nieder- und hochgerichtlich unterstanden; neun Untertanen zinsten 1792 dorthin, zwei dem Kloster Rebdorf und zwei dem Markgrafen von Brandenburg-Ansbach. Am Ende des Alten Reiches bestand das Dorf aus einem Hof, einem Halbhof, einem Wirtshaus, elf Kleingütern und der Dorfkirche als Filiale zu Pleinfeld.
Während der Hexenverfolgung im Hochstift Eichstätt wurde Margreth Auerhamerin aus Allmannsdorf am 6. Februar 1551 wegen Hexereiverdacht verhaftet und nach Eichstätt überstellt. Sie blieb trotz Folter standhaft und wurde nach einem Selbstmordversuch am 6. Juni 1551 öffentlich an den Pranger gestellt und lebenslang aus dem Hochstift Eichstätt verwiesen.
Im Königreich Bayern kam Allmannsdorf (1808 Steuerdistrikt, 1811 und 1818 Ruralgemeinde) mit anderen ehemals eichstättischen Orten des Amtes Sandsee zum Landgericht Roth. Nachdem konfessionspolitische Gründe gegen diese „Verlegung“ geltend gemacht wurden, wurden diese Orte zum 1. Oktober 1858 zum Landgericht Ellingen umgegliedert. Zur Gemeinde Allmannsdorf gehörten außer Allmannsdorf selbst die Einöden Birklein, Erlingsdorf und die Mandlesmühle und die mittlerweile abgegangene Belzmühle. Am 1. April 1971 wurde die Gemeinde im Zuge der Gebietsreform in den Markt Pleinfeld im Landkreis Weißenburg-Gunzenhausen eingegliedert.

### Einwohnerzahlen des Kirchdorfes Allmannsdorf
- 1818: 076[12]
- 1824: 087[12]
- 1900: 095 (18 Wohngebäude)[13]
- 1937: 096[14]
- 1950: 102[12]
- 1961: 080 (15 Wohngebäude)[15]
- 1987: 066 (14 Wohngebäude, 17 Wohnungen)[16]
- 2023: 081[1]

### Einwohnerzahlen der ehemaligen Gemeinde Allmannsdorf
- 1900: 133 (25 Wohngebäude)[13]
- 1961: 115 (21 Wohngebäude in 4 Orten)[15]

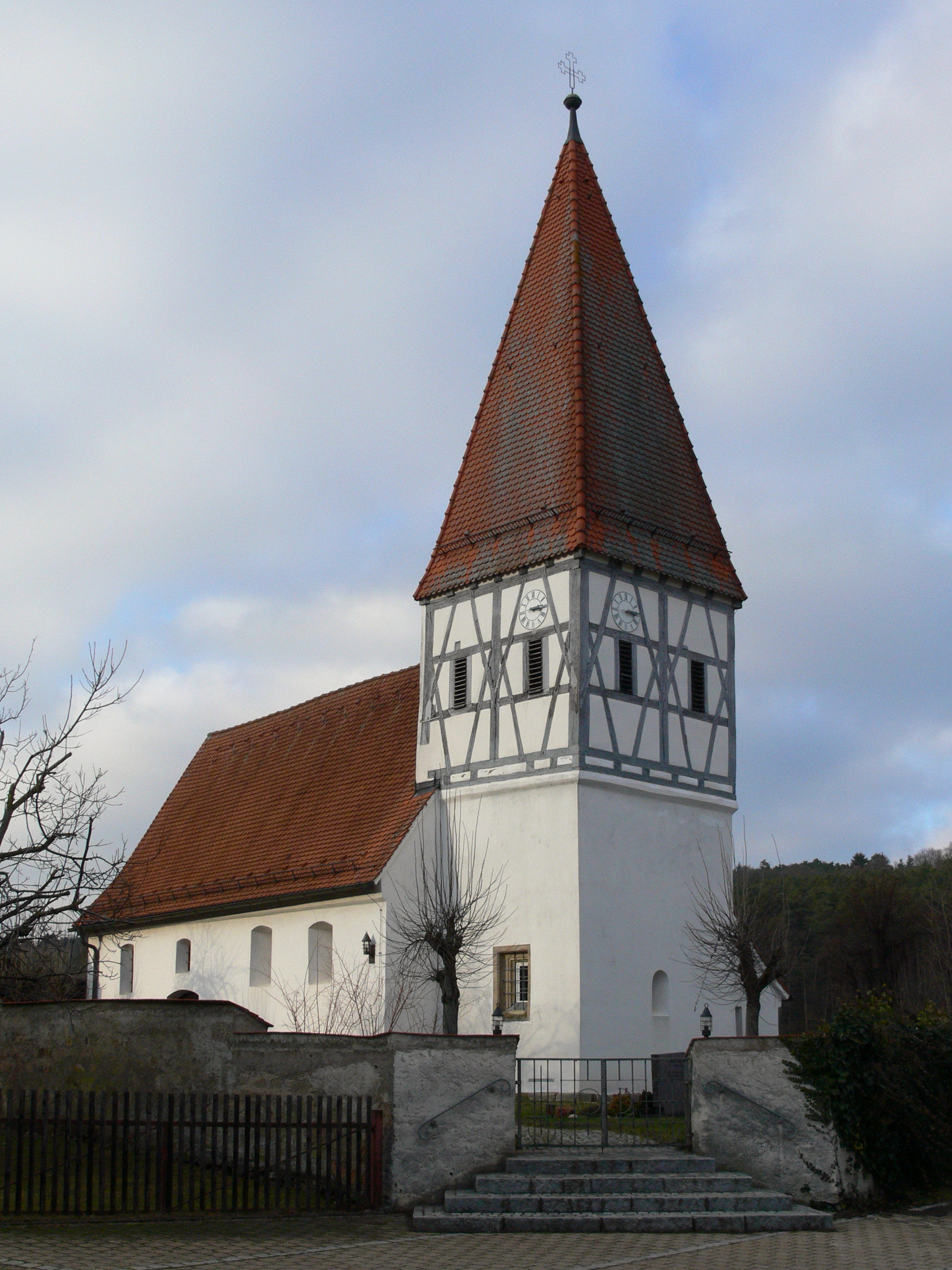
St.-Laurentius-Kirche

## Filialkirche St. Laurentius
Die katholische Filialkirche St. Laurentius in Allmannsdorf ist eine der ältesten Kirchen im Landkreis. Das Turmuntergeschoss der Chorturmkirche ist romanisch, das Turmobergeschoss mit Pyramidendach wurde im späten 15. Jahrhundert aufgesetzt.
1320 legte der Bischof von Eichstätt fest, dass die zur Pfarrkirche Stopfenheim gehörende Filialkirche zu „Almsdorf“ künftig zur Pfarrei Pleinfeld gehört. Im Dreißigjährigen Krieg wurden 1631 die Glocken vom Turm genommen und im Wald vergraben, das Versteck aber den Schweden verraten. 1681 kamen zwei neue Glocken in den Turm; 1937 hingen dort drei jüngere Glocken (von 1785, 1801 und 1932). 1708 und 1913 wurde die Kirche repariert. 1773 kam ein Altarblatt mit der Darstellung der Vierzehn Nothelfer in die Kirche, wobei statt des hl. Cyriacus der Kirchenpatron, der hl. Laurentius, dargestellt wurde. Als während der Französischen Revolution katholische Geistliche aus Frankreich flohen, kamen mehrere in die Pfarrei Pleinfeld; einer von ihnen, Anton Josef Dmsne, wurde von der Gemeinde Allmannsdorf in Verpflegung genommen und erhielt vom Bischof das Zelebrationsrecht. 1858 erfolgte eine Erweiterung der Kirche, so dass das Schiff heute 15 × 6 m misst. 1937 wohnten in Allmannsdorf 95 Katholiken und ein Protestant; in dem zur Gemeinde Allmannsdorf gehörenden Weiler Bürglein wohnten 16 Katholiken und in der ebenfalls zu Allmannsdorf gehörenden Mandlesmühle fünf Protestanten.

## Baudenkmäler
Das große zweigeschossige Bauernhaus Allmannsdorf 5 ist ein Satteldachbau in Ecklage mit rustizierten Ecklisenen und wurde um 1865 erbaut. Das zweigeschossige Bauernhaus Allmannsdorf 13 besteht aus Sandstein und stammt aus dem ersten Drittel des 19. Jahrhunderts. Das eingeschossige Bauernhaus Allmannsdorf 6 ist wie die Häuser Nr. 5 und 13 ein Baudenkmal und wurde mit seinem Steildach 1862 erbaut.

## Freizeitanlage
Die Freizeitanlage Allmannsdorf befindet sich, nur wenige 100 Meter von Allmannsdorf entfernt, direkt am Großen Brombachsee. Sie besitzt eine Gaststätte, einen weitläufigen Badestrand, eine Rettungsstation der Wasserwacht und eine Anlegestelle der MS Brombachsee.